# Tian Tan Buddha

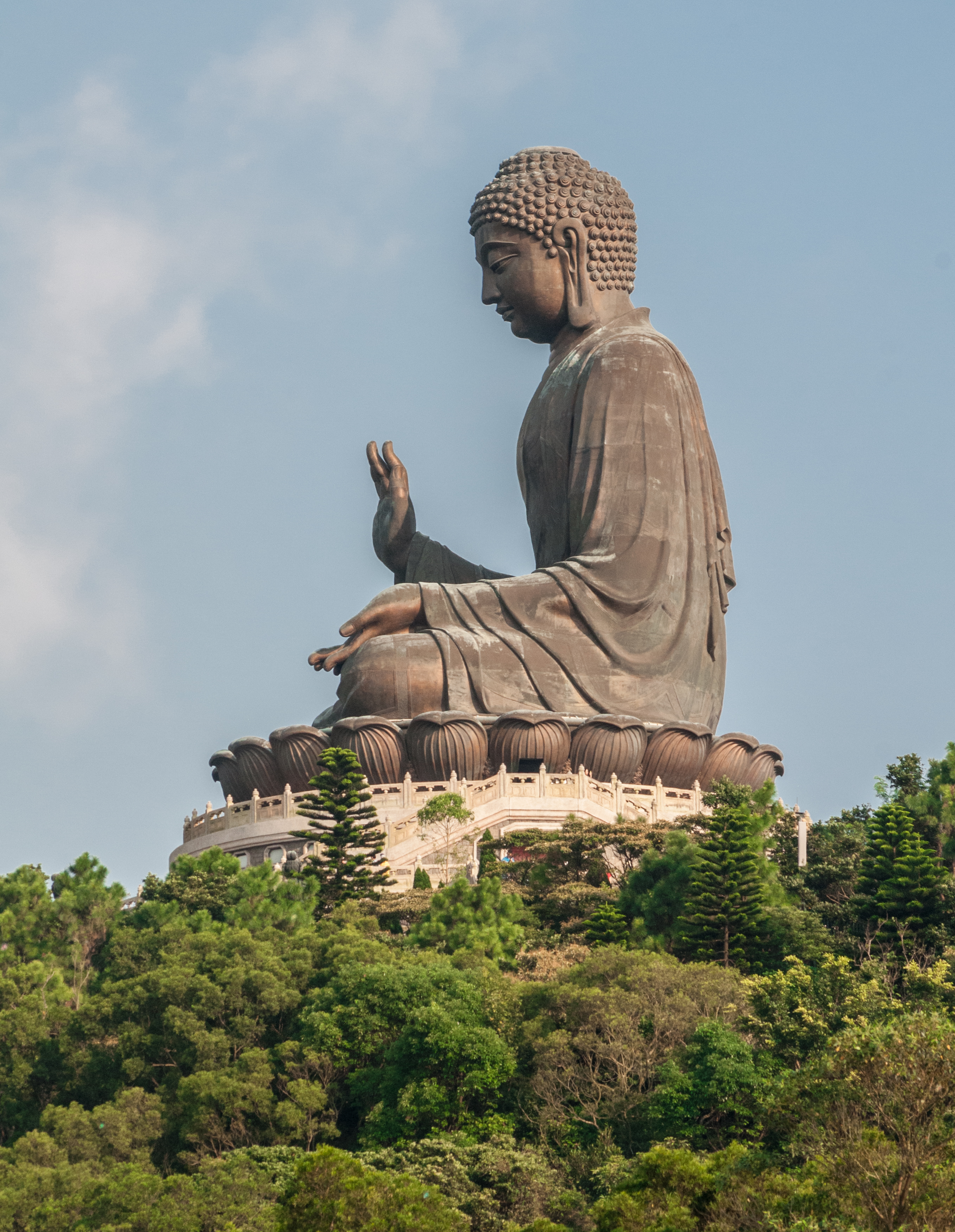
Die 34 Meter hohe Bronzestatue

Der Tian Tan Buddha, auch Tiantan Buddha (chinesisch 天壇大佛 / 天坛大佛, Pinyin Tiāntán Dàfó, Jyutping Tin1taan4 Daai6fat6), ist eine bronzene Buddha-Statue bei Ngong Ping auf Lantau Island in Hongkong. Die umgangssprachlich auch „Big Buddha“ (大佛,  dàfó, Jyutping Daai6fat6) genannte Plastik ist eine der fünf größten Buddha-Statuen in China und das größte buddhistische Monument in Hongkong. Es befindet sich beim Kloster Po Lin (寶蓮禪寺) auf einer Bergspitze und soll das harmonische Verhältnis zwischen Mensch, Natur und Religion symbolisieren. Als populäres touristisches Ausflugsziel zieht es jedes Jahr tausende Besucher an.
Seit der Fertigstellung des Fo Guang Buddha, auch Foguang Buddha (佛光大佛) im Fo-Guang-Shan-Buddha-Museum im Jahr 2011 in Kaohsiung, Taiwan, ist sie die weltweit zweitgrößte freistehende Buddhastatue in sitzender Haltung.

## Beschreibung

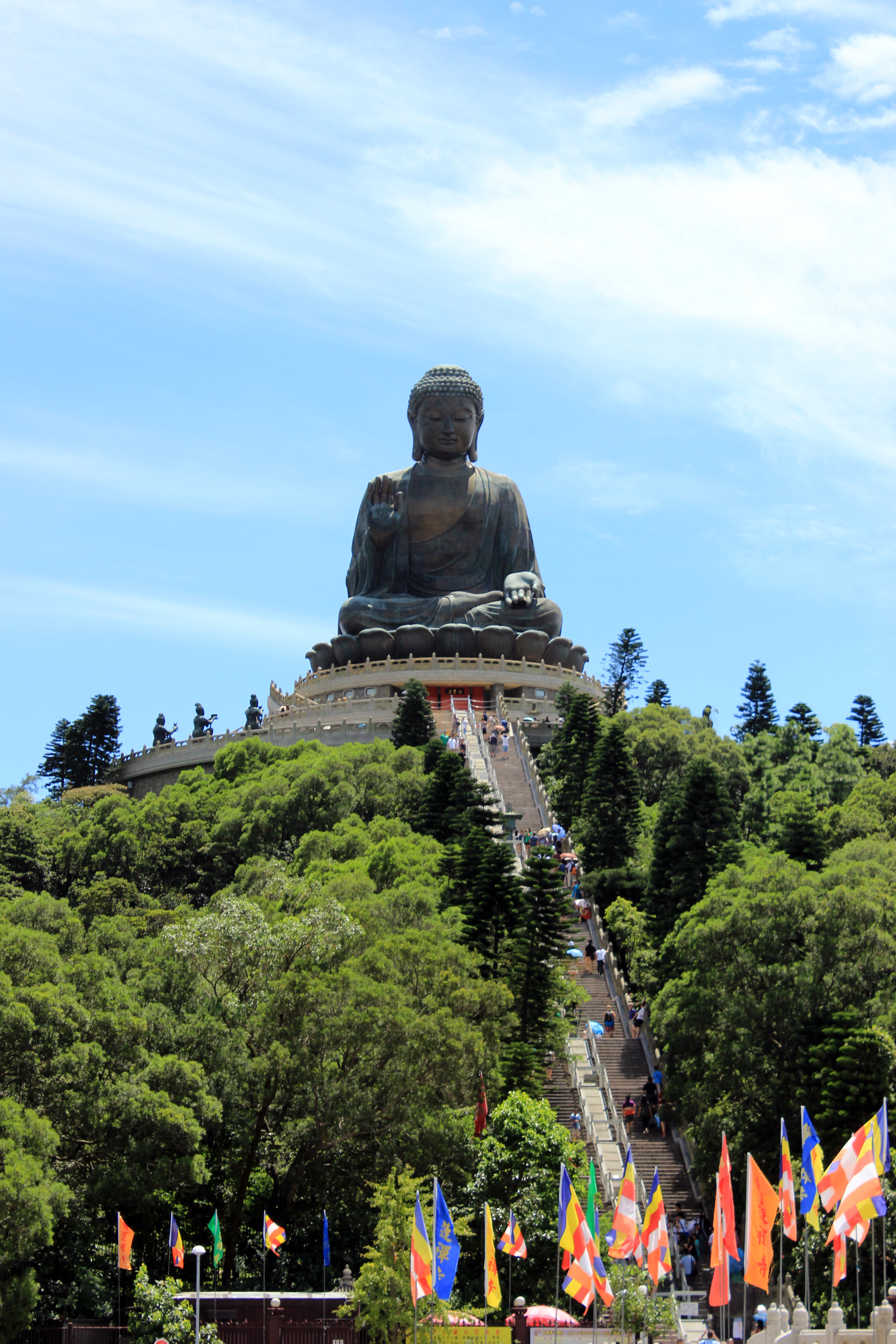
268 Stufen führen hoch zur Bergspitze mit der Statue und der Ausstellungshalle

Die Buddhastatue ist eine Darstellung des Buddha Amitabha und sitzt auf einem Lotusthron auf einem dreistufigen Altar. Besucher können zur Altarplattform hochsteigen und den Buddha dort umrunden. Die Figur selbst ist 34 Meter hoch und wiegt 250 Tonnen. Wie bei allen Buddhastatuen sind die Hände zu sogenannten Mudra geformt. Diese Gesten haben spezifische symbolische Bedeutungen: Die rechte Hand ist erhoben als Zeichen der Zurückweisung des Leidens, die linke Hand ruht im Schoß in einer Geste des Gebens. Auf der Brust trägt der Buddha das Swastika, ein heiliges Glücksymbol.

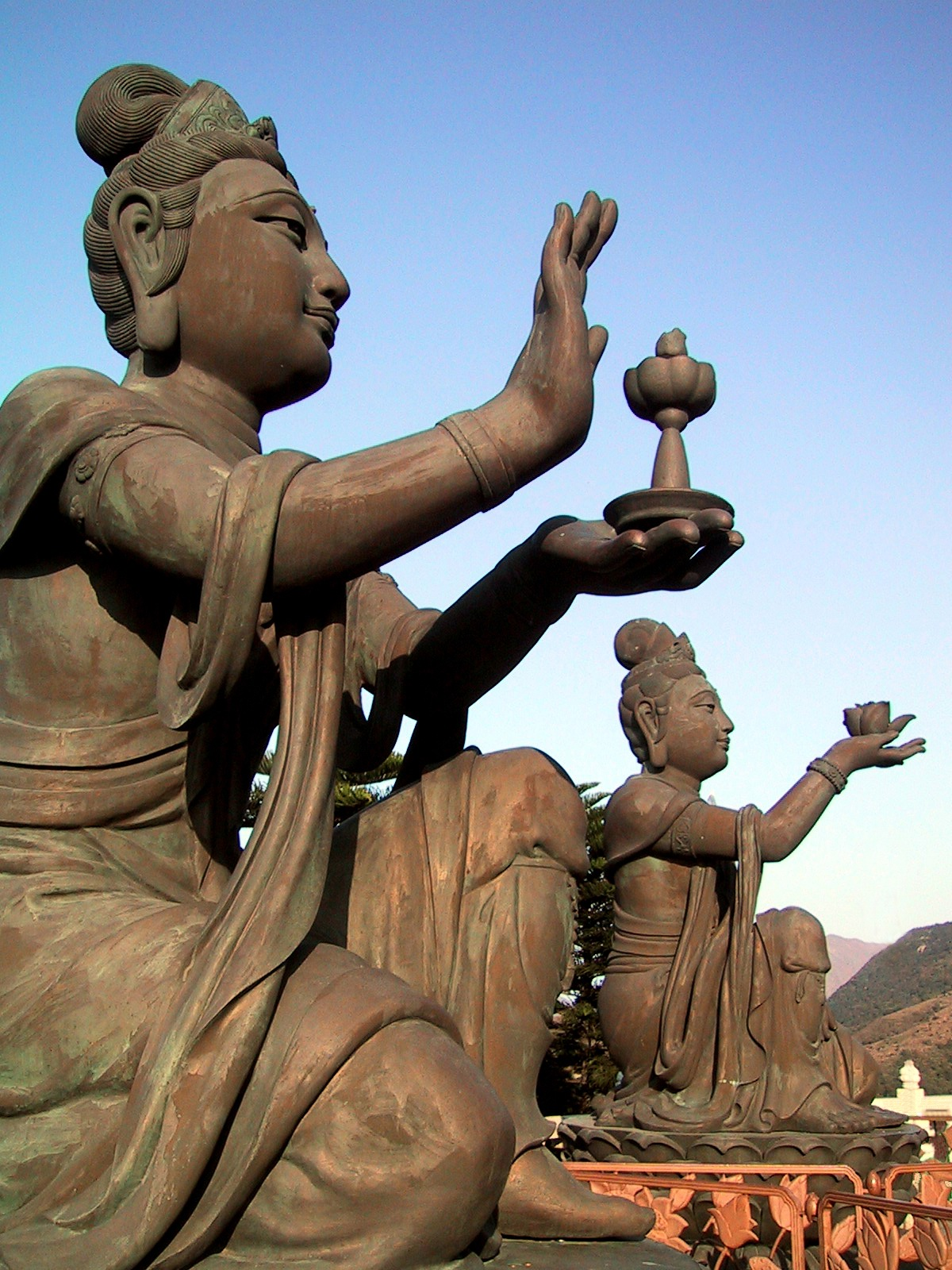
Tianmu-Statuen (天母 (tiānmǔ)) als Verkörperung der sechs Tugenden des Paramita im Mahayana

Die Buddhastatue ist von sechs kleineren Bronzestatuen umgeben, die Götter oder Unsterbliche, im Chinesischen Tianmu (天母) genannt, darstellen und in den Händen jeweils verschiedene symbolische Gegenstände in Richtung des Buddhas hochhalten, die den sechs Tugenden des Paramita, wie Freigebigkeit, Geduld, Meditation, Sittlichkeit, Willenskraft (stetiges Bemühen) und Weisheit verkörpern. Die Statue wird Tian Tan Buddha genannt, weil seine Basis in Anlehnung an den Altar des Himmels beziehungsweise den Tempel des Himmels in Peking gestaltet wurde. Atypisch für Buddha-Statuen schaut er auch nach Norden, in Richtung von Peking.
Innerhalb des Thron-Podests und somit unter dem Buddha befindet sich eine dreigeschossige Ausstellungshalle.

## Geschichte
Mit dem Bau des Tian Tan Buddha wurde Ende der 1980er Jahre begonnen. Am 29. Dezember 1993 wurde das Monument eingeweiht, nachdem auch die Zufahrtswege ausgebaut waren. Er wurde aus 202 Bronzeteilen zusammengesetzt. Im Inneren der Statue gibt es einen starken Stahlrahmen, um der großen Last der Außenhülle und dem Winddruck zu widerstehen. Die Baukosten des Riesenbuddhas wurden auf bis zu 68 Millionen Hongkong-Dollar geschätzt.
Zur Eröffnungszeremonie wurden Mönche aus der ganzen Welt eingeladen, Besucher von Festland-China, Hongkong, Taiwan, Japan, Thailand, Korea, Malaysia, Singapur, Sri Lanka und den Vereinigten Staaten nahmen an der Veranstaltung teil.
Am 18. Oktober 1999 gab das Postamt Hongkong eine Briefmarke heraus, die den Tian Tan Buddha zeigt.

## Besuch und Zugang

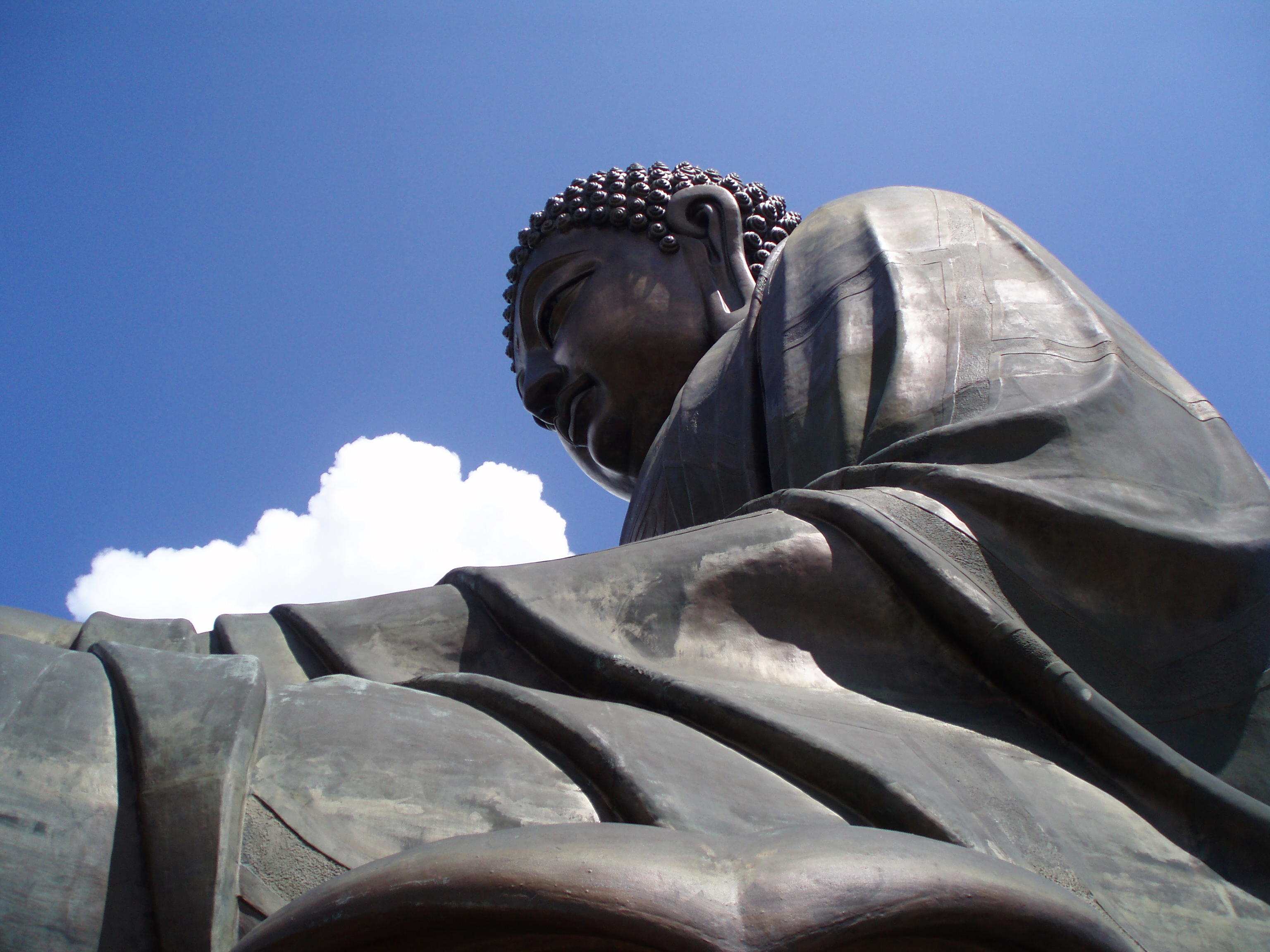
Ansicht von der oberen Plattform mit Details der Robe des Buddha.

Besucher müssen 268 Stufen erklimmen, um die Plattform unterhalb des Lotusthrons zu erreichen, auf dem der Buddha sitzt. Für Gehbehinderte gibt es einen kleinen, gewundenen Fahrweg hoch zur Statue.
Das Po-Lin-Kloster und der Buddha sind für die Öffentlichkeit zwischen 10:00 und 17:30 Uhr geöffnet. Der Zugang zum Buddha ist kostenlos. Eine Eintrittsgebühr von 60 Hongkong-Dollar wird für den Zugang zu den Ausstellungshallen unterhalb des Buddha erhoben. Darin ist ein vegetarisches Mittagessen eingeschlossen. Vor dem Eingang befinden sich mehrere Geschäfte, die Andenken verkaufen.
Das Kloster ist auch bekannt als das buddhistische Königreich im Süden und dient als internationaler buddhistischer Rückzugsort. Es ist eines der größten und wohl das bekannteste in Hongkong. Das Kloster wurde 1924 gegründet, nachdem sich 1906 drei Zenmeister an diesen Ort zurückgezogen hatten. Die Haupttempel sind im Inneren auf den Wänden und Decken mit Zinnober-Malereien verziert, die Drachen und viele andere chinesische mythische Motive zeigen. Viele Besucher verbringen Zeit im angrenzenden Teegarten. Ein Fußweg hinter dem Teegarten führt zum Pfad der Weisheit, einem Weg in Form einer Lemniskate (um Unbegrenztheit zu symbolisieren), an dem auf zahlreichen großen Stelen aus Holz das Herz-Sutra eingraviert ist. Wenn man zum Gipfel des Hügels hinaufsteigt, hat man eine gute Aussicht auf den Tian Tan Buddha.
Das Po-Lin-Kloster liegt auf einem kleinen Plateau auf rund 520 m. Lantau Peak, der zweithöchste Berg in Hongkong, erhebt sich gleich hinter dem Kloster.

### Öffentliche Verkehrsmittel
Besucher können Lantau entweder per Schiff oder mit der Mass Transit Railway erreichen. Fähren und Schnellboote verkehren von Pier 6 in Central nach Mui Wo, auch Silvermine Bay genannt. Von dort verkehrt ein direkter Bus (Linie 2) nach Ngong Ping. Mit der U-Bahn fährt man bis zur Haltestelle Tung Chung. Dort kann man wiederum entweder den Bus nach Ngong Ping nehmen (Linie 23), oder man fährt mit der Gondelbahn Ngong Ping 360 über eine unberührte Berglandschaft zum Buddha.

## Vergleich
Vergleich mit anderen großen Buddhastatuen:
| Buddhastatue                                                                        | Buddhastatue | Land                     | Material                                     | Baumaß                                          | Lage         | Anmerkung                                                             |
| Name                                                                                | Bild         | Land                     | Material                                     | Baumaß                                          | Lage         | Anmerkung                                                             |
| ----------------------------------------------------------------------------------- | ------------ | ------------------------ | -------------------------------------------- | ----------------------------------------------- | ------------ | --------------------------------------------------------------------- |
| Großer Tian Tan Buddha 天壇大佛 / 天坛大佛 Tiāntán Dàfó                             |              | China, Hongkong          | Bronze                                       | - H: 34 m - B: ?? m - M: 250 t                  | frei sitzend | - weltweit zweitgrößte freistehende Buddhastatue in sitzender Haltung |
| Großer Buddha von Wuxi 靈山大佛 / 灵山大佛 Língshān Dàfó                            |              | China, Wuxi              | Kupfer                                       | - H: 88 m - B: ?? m - M: 700 t                  | frei stehend | - Höchste Buddhastatue in China                                       |
| Großer Buddha von Leshan 樂山大佛 / 乐山大佛 Lèshān Dàfó                            |              | China, Leshan            | Stein, aus Felsen gehauen                    | - H: 71 m - B: 28 m - M: 500 t                  | sitzend      | - Größte Steinbuddha der Welt - Weitere Informationen                 |
| Großer Buddha von Longmen 龍門大佛 / 龙门大佛 Lóngmén Dàfó                          |              | China, Luoyang           | Stein                                        | - H: 17,2 m - B: ?? m - M: ??? t                | stehend      | –                                                                     |
| Großer Buddha von Yungang 雲崗大佛 / 云岗大佛 Yúngǎng Dàfó                          |              | China, Datong            | Stein                                        | - H: 15 m - B: ?? m - M: ??? t                  | sitzend      | –                                                                     |
| Großer Buddha von Nara 奈良大仏 Nara Daibutsu                                       |              | Japan, Nara              | Bronze                                       | - H: 16,2 m - B: ?? m - M: 452 t                | frei sitzend | –                                                                     |
| Großer Buddha von Kamakura 鎌倉大仏 Kamakura Daibutsu                               |              | Japan, Kamakura          | Kupfer                                       | - H: 13,4 m - B: ?? m - M: 121 t                | frei sitzend | –                                                                     |
| Großer Buddha von Ushiku 牛久大仏 Ushiku Daibutsu                                   |              | Japan, Ushiku            | Kupfer                                       | - H: 100 m - B: ?? m - M: 4000 t                | frei stehend | –                                                                     |
| Großer Foguang Buddha 佛光大佛 Fóguāng Dàfó                                         |              | Taiwan, Kaohsiung        | Bronze                                       | - H: 108 m, 40 m (Statue) - B: ?? m - M: 1780 t | frei sitzend | - Größte freistehende Buddhastatue in sitzender Haltung               |
| Großer Buddha von Phuket พระพุทธมิ่งมงคลเอกนาคคีรี Phra Phuttha Mingmongkhon Akenakkhiri |              | Thailand, Phuket         | Marmor                                       | - H: 45 m - B: 25 m - M: ??? t                  | frei sitzend | - 2008 Fertigstellung                                                 |
| Buddha-Statuen von Bamiyan बामियान के बुद्ध Bamiyan ke But بتهاى بامیان Buthāye Bāmiyān   |              | Afghanistan, Bamiyan-Tal | Stein, aus Felsen gehauen                    | - H: 55 m - H: 33 m - B: ?? m - M: ??? t        | stehend      | - März 2001 Zerstörung durch Taliban                                  |
| Buddha-Statue von Hyderabad                                                         |              | Indien, Telangana        | Stein, aus einem einzigen Monolithen gehauen | - H: 18 m - H: 33 m - B: ?? m - M: 250 t        | stehend      | - Größte Buddhastatue aus einem einzigen Monolith                     |
| Lay Kyun Sat Kyar                                                                   |              | Myanmar, Monywa          |                                              | - H: 116 m                                      | stehend      | - Drittgrößte Statue der Welt                                         |